# Tomas Scheckter

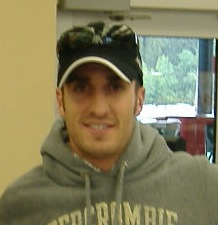
Scheckter in 2006

Tomas Scheckter (Monte Carlo (Monaco), 21 september 1980) is een Zuid-Afrikaanse voormalig autocoureur. Hij reed van 2002 tot en met 2011 in de IndyCar Series. Hij is een zoon van voormalig wereldkampioen Formule 1 (in 1979) Jody Scheckter en een neef van Ian Scheckter.

## IndyCar carrière
2002
Scheckter debuteert bij het team van Red Bull Cheever Racing, en laat een goede indruk achter in zijn eerste seizoen. Hij pakt meteen drie pole positions in Texas, Kansas en Michigan. Hij eindigt het kampioenschap op een veertiende plaats met 210 punten, inclusief een overwinning op de Michigan International Speedway.
2003
Het eerste seizoen van Scheckter was indrukwekkend te noemen, dit eerste seizoen bracht hem een contract met het team van Chip Ganassi Racing voor het seizoen 2003. Hij pakte twee pole positions in Texas en Michigan, en reed tien maal in de top tien en toch was dit niet genoeg. Want Scheckter's teamgenoot destijds, Scott Dixon die zijn debuut had gemaakt in de IndyCar Series, pakte de titel met drie overwinningen. En zo werd dus duidelijk dat Scheckter in vergelijking met zijn debuterende teamgenoot maar een teleurstellend seizoen reed. Scheckter sloot het seizoen af op een zevende plaats met 356 punten.
2004
Ondanks een wat minder goed seizoen voor Scheckter in 2003, had Panther Racing wel interesse om hem in dienst te nemen als rijder. Het team was op zoek naar een talentvolle rijder, het team had namelijk de afgelopen drie jaar behoorlijk wat races gewonnen inclusief twee rijders titels in 2001 en 2002 met Sam Hornish Jr. die naar het team van Roger Penske vertrok. Uiteindelijk werd ook dit een teleurstellend seizoen voor Scheckter, hij eindigde het seizoen op een negentiende plaats met 230 punten. Zijn beste resultaat was een vijfde plek, behaald op de Homestead-Miami Speedway.
2005
Ondanks dat het team van Panther Racing een behoorlijk zwaar jaar achter de rug had, besloot het team toch om Scheckter als rijder aan te houden. Achteraf was dat een goede zet, want Scheckter reed drie maal naar de pole position in Homestead-Miami, Texas en Nashville. Maar daar bleef het niet bij. Scheckter won de race op de Texas Motor Speedway en reed in totaal acht keer in de top tien. Hij sloot het seizoen af op een negende plaats met 390 punten.
2006
Het team van Panther Racing had toch besloten om Scheckter te vervangen door Vitor Meira. Scheckter tekende bij het team van Vision Racing, echt een succes was het niet. Maar door regelmatige prestaties sloot Scheckter het seizoen af op een tiende plaats in de eindstand met 298 punten. Hij reed negen maal in de top 10, waarvan zijn beste resultaat een derde plaats was op de Milwaukee Mile.
2007
Ook in 2007 zou Scheckter aan de slag gaan bij het team van Vision Racing. Ondanks dat het Scheckter niet lukte om naar het podium te rijden, presteerde hij nog consequenter dan in 2006. Dat heeft ervoor gezorgd dat Scheckter opnieuw tiende werd in de eindstand, ditmaal met 357 punten. Hij reed negen maal in de top 10, met als beste resultaat tweemaal een vijfde plaats in Kansas en Kentucky.
2008
In 2008 zou Scheckter aan de slag gaan bij het team van Luczo Dragon Racing, het werd geen succes. Scheckter sloot het seizoen af op plek 31 met 66 punten.
2009
In dit seizoen verliep het allemaal een stuk beter dan in 2008, Scheckter komt als twaalfde aan de finish tijdens de Indianapolis 500 voor het team van Dale Coyne. Daarnaast reed Scheckter nog driemaal in de top 10 voor het team van Dreyer & Reinbold Racing, met als beste resultaat een zesde plaats behaald op de Iowa Speedway. Scheckter sloot het seizoen af op plek 20 met 195 punten.
2010
Opnieuw geen succes voor Scheckter, net als in 2008 lukte het niet om in de top 10 te finishen. Zijn hoogste klasseringen waren een dertiende plaats behaald op de Texas Motor Speedway voor Dreyer & Reinbold Racing, en een veertiende plaats op de Kentucky Speedway voor Conquest Racing. Scheckter sluit het seizoen af op plek 29 met 89 punten.
2011
Scheckter besloot om te gaan racen voor het team van KV Racing Technology met SH Racing als zijn sponsor. Tijdens de Indianapolis 500 behaalde hij een achtste plaats, dit resultaat betekende zijn eerste top tien finish sinds de race op de Iowa Speedway in 2009. Ook was het zijn eerste Indianapolis 500 top tien resultaat sinds 2007 toen hij zevende werd. In New Hampshire was Scheckter betrokken bij een behoorlijk zwaar ongeval met Tony Kanaan en Marco Andretti, waarbij Tony Kanaan's auto over de kop heen vloog. Uiteindelijk kwamen ze er alle drie goed vanaf. Tijdens de allereerste race op het stratencircuit van Baltimore was Scheckter de veroorzaker van de allereerste neutralisatie, nadat zijn wagen stil kwam te staan bij het uitkomen van de pitstraat. Scheckter zou het seizoen afsluiten op plek 32, met 52 punten.

## Statistieken (IndyCar Series)
Jaren actief: 2002 -heden
Races: 118
Pole positions: 8
Overwinningen: 2
Top 10's: 44
Teams: Red Bull Cheever Racing (2002), Target Chip Ganassi Racing (2003), Panther Racing (2004-05), Vision Racing (2006-07), Luczo Dragon Racing (2008), Dale Coyne Racing (2009), Dreyer & Reinbold Racing (2009-10-11), Conquest Racing (2010), KV Racing Technology (2011), Sarah Fisher Racing (2011)

## Resultaten
IndyCar Series resultaten (aantal gereden races, aantal maal in de top 5 van een race, eindpositie kampioenschap en punten)
| Jaar | Races | 1ste | 2de | 3de | 4de | 5de | Rank | Ptn |
| ---- | ----- | ---- | --- | --- | --- | --- | ---- | --- |
| 2002 | 12    | 1    | -   | -   | 1   | -   | 14   | 210 |
| 2003 | 16    | -    | -   | 1   | 2   | 2   | 7    | 356 |
| 2004 | 16    | -    | -   | -   | -   | 1   | 19   | 230 |
| 2005 | 17    | 1    | -   | 2   | 2   | 1   | 9    | 390 |
| 2006 | 14    | -    | -   | 1   | -   | 1   | 10   | 298 |
| 2007 | 17    | -    | -   | -   | -   | 2   | 10   | 357 |
| 2008 | 6     | -    | -   | -   | -   | -   | 31   | 66  |
| 2009 | 11    | -    | -   | -   | -   | -   | 20   | 195 |
| 2010 | 6     | -    | -   | -   | -   | -   | 29   | 89  |
| 2011 | 3     | -    | -   | -   | -   | -   | 32   | 52  |

### Resultaten Indianapolis 500
| Jaar | Chassis | Motor     | Start | Finish | Team                |
| ---- | ------- | --------- | ----- | ------ | ------------------- |
| 2002 | Dallara | Chevrolet | 10    | 26     | Cheever Racing      |
| 2003 | Panoz   | Toyota    | 12    | 4      | Chip Ganassi Racing |
| 2004 | Dallara | Chevrolet | 10    | 18     | Panther Racing      |
| 2005 | Dallara | Chevrolet | 11    | 20     | Panther Racing      |
| 2006 | Dallara | Honda     | 11    | 27     | Vision Racing       |
| 2007 | Dallara | Honda     | 10    | 7      | Vision Racing       |
| 2008 | Dallara | Honda     | 11    | 24     | Luczo-Dragon Racing |
| 2009 | Dallara | Honda     | 26    | 12     | Dale Coyne Racing   |
| 2010 | Dallara | Honda     | 20    | 15     | Dreyer & Reinbold   |
| 2011 | Dallara | Honda     | 21    | 8      | KV-SH Racing        |